# Schlacht von Drepana
Agrigent – Mylae – Liparische Inseln – Sulci – Tyndaris – Kap Ecnomus – Aspis – Adys – Tunes – Kap Bon – Panormus – Drepana I – Drepana II – Ägatische Inseln
Die Schlacht von Drepana oder Drepanum (vor der Küste des modernen Trapani an der Westküste Siziliens im Jahr 249 v. Chr.) war eine Seeschlacht zwischen der karthagischen und römischen Flotte im Ersten Punischen Krieg – das  einzige Seegefecht, das die Karthager in diesem Konflikt gewannen.

## Vorspiel
Die Kette römischer Seesiege, wie in Mylae und Ecnomus, gab das Vertrauen, einen direkten Angriff auf die karthagische Festung Lilybaeum, die unter dem Befehlshaber Himilko stand, zu wagen. Die Stadt wurde von einer Flotte unter dem Kommando der diesjährigen Konsuln Publius Claudius Pulcher und Lucius Iunius Pullus blockiert. Trotz der Erfahrung zur See, die die Römer mittlerweile hatten, waren die Karthager bei Manövern auf offener See weiterhin überlegen. Einer kleinen Schwadron unter Hannibal von Rhodos gelang am hellen Tag der Durchbruch durch die Blockade und die Belieferung der Garnison von Lilybaeum mit Nachschub. In der Nacht verließ Hannibal die Stadt unter Mitnahme der nutzlosen Kavalleriepferde und lief in den Hafen von Drepana ein, bevor die Römer dies merkten.
Der Erfolg des Unternehmens war so überwältigend, dass die Karthager ihn mehrfach wiederholten. Für die Römer war es hingegen mehr als eine Demütigung: es vernichtete den gesamten Effekt der Belagerung, da die Garnison versorgt wurde und in Kontakt mit Karthago blieb.

## Vorzeichen und Schlacht
Pulcher entschied, einen Überraschungsangriff auf den Hafen von Drepana zu starten, wo die herausfordernden Schiffe vor Anker lagen. Die Flotte segelte in mondloser Nacht von Lilybaeum nach Norden. Die karthagischen Kundschafter entdeckten zwar die römischen Schiffe nicht, aber die schlechte Sicht beeinträchtigte auch die Schlachtaufstellung. Als die Römer Drepana bei Sonnenaufgang erreichten, war die Flotte in eine lange und unterbrochene Linie zerfallen mit Pulchers Schiff am Schluss. Die punischen Kundschafter entdeckten den plumpen Annäherungsversuch, und der Überraschungseffekt war verloren.
Im Flaggschiff bereitete zu dieser Zeit Pulcher, den römischen religiösen Traditionen folgend, die Befragung der Omen für die Schlacht vor. Die der Situation angemessene Methode war die Beobachtung des Fressverhaltens der heiligen Hühner, in diesem Fall an Bord des Schiffes. Wenn die Hühner das angebotene Futter akzeptierten, würden die Götter der Schlacht gewogen sein. An diesem Morgen jedoch verweigerten die Hühner die Nahrungsaufnahme – ein schreckliches Vorzeichen. Konfrontiert mit dem Unerwarteten und gezwungen, mit den abergläubischen und jetzt erschreckten Mannschaften zurechtzukommen, legte Pulcher schnell eine alternative Interpretation des Geschehens vor. Er warf die heiligen Hühner über Bord und rief: „Wenn sie nicht essen wollen, dann lasst sie trinken!“ (ut biberent, quando esse nollent)
Im Hafen warteten die Karthager nicht, bis sie erfuhren, was die Römer vorhatten. Admiral Adherbal befahl die Räumung des Hafens von Drepana, solange sie noch möglich war. Karthagos Schiffe segelten südlich der Stadt um zwei kleine küstennahe Inseln aufs offene Meer hinaus. Als Pulcher bemerkte, dass sein Überraschungsplan gescheitert war, befahl er die Umgruppierung in Schlachtformation – aber so, dass jetzt alles gegen ihn stand: Die sizilische Küste hatte er nun im Rücken, und die karthagische Flotte vor sich.
Adherbal sah die Chance zum Sieg und befahl den Angriff, genauer: seine rechte Flanke bekam den Befehl, die letzten Schiffe der Römer anzugreifen. Das Ergebnis war die römische Niederlage, bei der fast alle von Pulcher kommandierten Schiffe sanken.

## Folgen der Schlacht
Publius Claudius Pulcher gelang die Flucht, in Schande kehrte er nach Rom zurück, wo er sich in einem von dem Volkstribun Gaius Fundanius Fundulus angestrengten Perduellionsverfahren verantworten musste. Anders als in Karthago wurden unfähige Generäle in Rom jedoch nicht hingerichtet (vergleiche Hannibal Gisko). Was ihn vor Gericht brachte, war vermutlich nicht das Sakrileg gegenüber den heiligen Hühnern, sondern seine eigenmächtige, staatsschädigenden Kriegs- und Amtsführung. Er wurde auf die Zahlung einer sehr hohen Multstrafe verurteilt, seine politische Karriere war beendet.
Im gleichen Jahr führte Hamilkar Barkas, Hannibals Vater, einen erfolgreichen Feldzug in Sizilien, und ein Sturm zerstörte den Rest der römischen Flotte, der von Junius Pullus befehligt wurde. Die Situation war so verzweifelt, dass Aulus Atilius Caiatinus zum Diktator ernannt und zur Sicherung der Kriegsführung auf die Insel geschickt wurde. Die Niederlage von Drepana war so demoralisierend, dass Rom sieben Jahre wartete, bevor der Bau einer neuen Flotte in Auftrag gegeben wurde.